# Agudus amabilis
Agudus amabilis är en insektsart som beskrevs av Delong och Rauno E. Linnavuori 1978. Agudus amabilis ingår i släktet Agudus och familjen dvärgstritar. Inga underarter finns listade i Catalogue of Life.